# Tuffi ai XX Giochi del Commonwealth - Trampolino 1 metro femminile
Il concorso dei tuffi dal trampolino 1 metro femminile dei Giochi del Commonwealth di Glasgow 2014 si è svolto il 1º agosto 2014.

## Risultati
In verde sono indicati i finalisti
| Class | Atleta               | Preliminare | Preliminare | Finale | Finale |
| Class | Atleta               | Punti       | Class       | Punti  | Class  |
| ----- | -------------------- | ----------- | ----------- | ------ | ------ |
|       | Jennifer Abel        | 264.50      | 5           | 287.25 | 1      |
|       | Madison Keeney       | 275.20      | 3           | 281.95 | 2      |
|       | Esther Qin           | 283.50      | 1           | 278.65 | 3      |
| 4     | Georgia Sheehan      | 248.75      | 10          | 278.60 | 4      |
| 5     | Gracie Reid          | 257.90      | 7           | 269.40 | 5      |
| 6     | Pamela Ware          | 278.40      | 2           | 265.10 | 6      |
| 7     | Hannah Starling      | 252.40      | 8           | 264.05 | 7      |
| 8     | Cheong Jun Hoong     | 265.80      | 4           | 260.00 | 8      |
| 9     | Rebecca Gallantree   | 260.35      | 6           | 259.20 | 9      |
| 10    | Alicia Blagg         | 237.05      | 11          | 257.50 | 10     |
| 11    | Emma Friesen         | 249.25      | 9           | 249.40 | 11     |
| 12    | Traisy Vivien Tukiet | 219.30      | 12          | 205.75 | 12     |
| 13    | Maria Zarka          | 172.45      | 13          |        |        |